# Robert Sassone
Robert Sassone (Numea, 23 novembre 1978 – Numea, 21 gennaio 2016) è stato un pistard e ciclista su strada francese.

## Carriera
Attivo dal 2000 al 2003 con la Cofidis, nel 2001 vinse, assieme a Jérôme Neuville, il titolo mondiale nell'americana, mentre nel 2003 conquistò la medaglia d'argento nello scratch. Coinvolto nello scandalo doping del team francese nel gennaio del 2004, venendo poi condannato a sei mesi di prigione con la condizionale nel gennaio del 2007, fu in seguito squalificato per due anni dopo essere stato trovato positivo al betametasone durante la Sei giorni di Nouméa. Malato di cancro, è morto suicida nella natia Numea il 21 gennaio 2016.

## Palmarès

### Pista
- 1998

Sei giorni di Nouméa (con Jean-Michel Tessier)
- 1999

Sei giorni di Nouméa (con Christian Pierron)
- 2000

Campionati francesi, Inseguimento a squadre (con Francis Moreau, Philippe Gaumont e Damien Pommereau)
Campionati francesi, Americana (con Damien Pommereau)
- 2001

Campionati francesi, Corsa a punti
Campionati francesi, Americana (con Jean-Michel Tessier)
4ª prova Coppa del mondo 2001, Corsa a punti (Aguascalientes)
Campionati del mondo, Americana (con Jérôme Neuville)
Sei giorni di Nouméa (con Jean-Michel Tessier)
- 2002

Campionati francesi, Americana (con Jean-Michel Tessier)
Sei giorni di Nouméa (con Jean-Michel Tessier)
- 2003

Sei giorni di Nouméa (con Jean-Michel Tessier)

### Strada
- 2001 (Cofidis, due vittorie)

4ª tappa Circuit des mines (Rosselange > Guénange)
8ª tappa Circuit des mines (Moyeuvre-Grande > Hayange)
- 2002 (Cofidis, una vittoria)

3ª tappa Tour du Limousin (Saint-Pantaléon-de-Larche > Rochechouart)
- 2003 (Cofidis, una vittoria)

2ª tappa Tour du Poitou-Charentes (Ruffec > Bressuire)

## Piazzamenti

### Grandi Giri
- Vuelta a España

2002: 127º

### Classiche monumento
- Giro delle Fiandre

2003: 77º
- Parigi-Roubaix

2003: ritirato

### Competizioni mondiali
- Campionati del mondo su pista

Manchester 2000 - Americana: 5º
Anversa 2001 - Corsa a punti: 6º
Anversa 2001 - Americana: vincitore
Stoccarda 2003 - Scratch: 2º
Stoccarda 2003 - Corsa a punti: 7º
- Giochi olimpici

Sydney 2000 - Americana: 10º

### Competizioni europee
- Campionati europei su pista

1999 - Americana: vincitore
2000 - Americana: 9º
2003 - Americana: 7º